# Сан Флоријано (Болцано)
Сан Флоријано је насеље у Италији у округу Болцано, региону Трентино-Јужни Тирол.
Према процени из 2011. у насељу је живело 98 становника. Насеље се налази на надморској висини од 1508 м.